# Ceriana vespiformis
Ceriana vespiformis es una especie de mosca sírfida. Se distribuyen por el Paleártico en Eurasia y África (circunmediterráneas).
Miden 10 a 11 mm de largo. Tienen antenas más largas que las de otras especies de esta familia.